# Sivi pristani
Sivi pristani (vilinsko ime Mithlond) so bili pristani, ki so bili ustanovljeni že v Prvem veku Arde, ki so kasneje služili za pot do Blaženega kraljestva. Na to pot so smeli le vilini.